# Cergnago
Cergnago là một đô thị ở tỉnh Pavia trong vùng Lombardia của Ý, có cự ly khoảng 45 km về phía tây nam của Milan và khoảng 30 km về phía tây của Pavia. Tại thời điểm ngày 31 tháng 12 năm 2004, đô thị này có dân số 769 người và diện tích là 13,6 km².
Cergnago giáp các đô thị sau: Mortara, Olevano di Lomellina, San Giorgio di Lomellina, Tromello, Velezzo Lomellina.